# Сорокопуд південний
Сорокопу́д півде́нний (Lanius meridionalis) — вид горобцеподібних птахів родини сорокопудових (Laniidae).

## Поширення
Птах мешкає на Піренейському півострові та на півдні Франції. 95 % світової популяції знаходиться в Іспанії. Рідкісні бродяжні особини спостерігалися в Марокко.

## Опис
Птах середнього розміру, завдовжки 24 см, вагою 48—93 г. Це птах з міцною і масивною зовнішністю з досить великою й овальною головою, міцним і гачкуватим дзьобом, міцними й досить короткими ногами, короткими й округлими крилами та досить довгим тонким хвостом з квадратним кінцем. Верхня частина тіла сіра, нижня — від білого до світло-сірого кольору. Лицьова маска, крила та хвіст чорні. На крилах є невелике біле дзеркальце, а над лицьовою маскою тонка біла брова. Очі темно-карі, дзьоб і ноги чорні.

## Спосіб життя
Живуть поодинці або парами. Активно захищають свою територію від конкурентів. Живиться комахами, іншими безхребетними та дрібними хребетними. Велику здобич нанизують на велику колючку куща або дерева чи на колючий дріт, таким чином сорокопуд може розірвати її на шматки міцним гачкуватим дзьобом, оскільки ноги птаха не пристосовані для утримування здобичі.
Сезон розмноження триває з березня по червень. Глибоке чашоподібне гніздо побудована з переплетених гілочок, облицюване зсередини рослинними волокнами та розташовується між гілками колючих кущів. У гнізді 3—5 яєць. Інкубація триває 15—18 днів. Насиджує кладку самиця, а самець в цей час охороняє її та підгодовує. Пташенята вилуплюються сліпі та без оперення, але можуть літати вже після трьох тижнів життя, стаючи незалежними від батьків приблизно через місяць після вилуплення.